# تشارلز س. تومسون
تشارلز س. تومسون (بالإنجليزية: Charles C. Thompson)‏ هو قسيس أمريكي، ولد في 11 أبريل 1961 في لويفيل في الولايات المتحدة.